# Herb Pilicy
Herb Pilicy – jeden z symboli miasta Pilica i gminy Pilica w postaci herbu.

## Wygląd i symbolika
Herb przedstawia na czerwonej tarczy herbowej złotą figurę ze skrzyżowanymi ramionami, o kształcie litery „W”. Nad nią umieszczona jest złota gwiazda sześcioramienna.

## Historia
Wizerunek herbowy znany jest z XV-wiecznej pieczęci. Został ustanowiony w 1994 roku zgodnie z historycznym wzorem ale nieco przekształconym. Dawniej w miejscu gwiazdy znajdował się kwiat lilii o sześciu płatkach.